# Szentiványi József (politikus)
Szent-Ivány József Miklós (eredetileg Klimo, álnéven Zerdahelyi József; Zsár, 1884. november 15. – Balatonfüred, 1941. december 1.) földbirtokos, politikus, író, a két világháború közötti szlovákiai magyar politika és közélet egyik kiemelkedő személyisége.

## Élete
Apja Szentiványi József 1897-ben fogadta örökbe, anyja Klimo Anna volt.
Budapesten jogi, Nyugat-Európában mezőgazdasági tanulmányokat folytatott, majd bejei birtokán gazdálkodott. Belépett Nagyatádi Szabó István Kisgazdapártjába. Már fiatalon a Gömör-Kishont Megyei Gazdasági Egyesület elnökévé választották.
A csehszlovák államfordulatot követően az Országos Magyar Kisgazda, Földmíves és Kisiparos Párt (Magyar Nemzeti Párt) alapítója és első elnöke lett. A pártelnöki tisztséget 1925-ben átadta Törköly Józsefnek, az 1930-as évek közepéig valójában ő volt a párt tényleges vezetője. Szorgalmazta a magyar politikai erők egyesítését. 1920-1938 között pártja parlamenti képviselője volt.
1926-ban együttműködést kezdeményezett a csehszlovák kormányzattal, de ún. reálpolitikai kísérlete (aktivizmus) kevés eredményt hozott, és hamarosan megbukott. Az 1930-as évek elejétől ismét határozottabb ellenzéki politikát folytatott.
Az első bécsi döntést követően a magyar parlament behívott képviselője lett. A szélsőbal felé való fordulása előtt támogatta a Sarló mozgalmat, elnöke volt a Kazinczy Könyvkiadó vállalatnak, és ő kezdeményezte a Szentiváni Kúria létrejöttét. A Fiumei úti sírkertben helyezték örök nyugalomra.
Elbeszéléseket is írt. 1939-ben a Magyar Sakkszövetség elnöke lett.
Felesége Wlassics Margit (1886-1961; Wlassics Gyula és Csengery Etelka lánya) volt. Fia, Szent-Iványi József neves entomológus lett. Unokája Barsiné Pataky Etelka.

## Emlékezete
- 2018 Rimaszombat emléktábla[7]

## Művei
- 1934 Egy tőnek három fakadása (elb., Zerdahelyi József néven).